# Chlumany
Chlumany (deutsch Chluman, früher Chumen) ist eine Gemeinde in Tschechien. Sie liegt zwei Kilometer südlich von Vlachovo Březí in Südböhmen und gehört zum Okres Prachatice.

## Geographie

### Lage

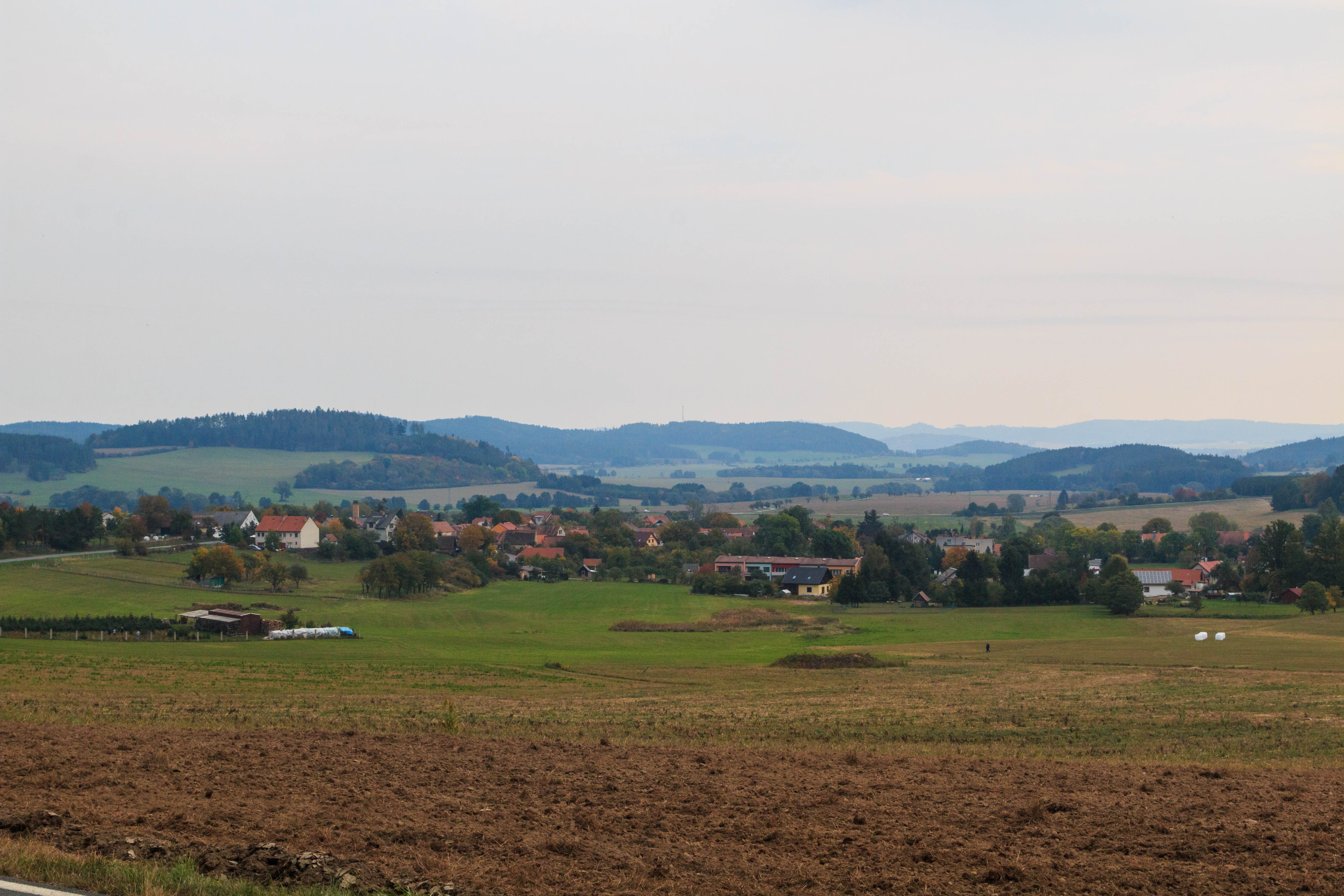
Chlumany

Chlumany liegt im Vorland des Böhmerwaldes. Das Dorf befindet sich am rechten Ufer des Baches Chlumanský potok in einem nach Osten offenen Kessel. Am südöstlichen Ortsrand liegt der Teich Chlumanský rybník.
Nördlich erheben sich der Kančov (640 m) und die Homolka (558 m), im Süden der Vráže (655 m) sowie westlich der Hořejší vrch (813 m), der Kokovec (882 m) und der Běleč (923 m).
Nachbarorte sind Vlachovo Březí und Nový Mlýn im Norden, Chocholatá Lhota im Nordosten, Budkov und Těšovice im Osten, Husinec im Südosten, Horouty und Dvory im Süden, Lažiště, Pěčnov und Dachov im Südwesten, Dolní Kožlí, Lštění, Dvorec und Radhostice im Westen sowie Libotyně, Uhřice und Doubrava im Nordwesten.

### Gemeindegliederung
Für die Gemeinde Chlumany sind keine Ortsteile ausgewiesen.

### Nachbargemeinden
|        | Vlachovo Březí                              |         |
|        | Kompassrose, die auf Nachbargemeinden zeigt | Budkov  |
| Pěčnov |                                             | Husinec |

## Geschichte
Die erste schriftliche Erwähnung von Chlumany erfolgte 1383 im Zuge eines Verkaufs des Dorfes. Chlumany gehörte zum Gut Březí, zu den Besitzern gehörten u. a. die Malovec von Malovice, Karl Leopold Graf Caretto von Milessimo, Matthias Freiherr von Wunschwitz und ab 1680 Gundakar von Dietrichstein. Dieser konnte noch weitere Güter hinzu erwerben und ließ diese 1689 durch Kaiser Leopold I. zu einem Fideikommiss vereinigen. Der Fideikommiss fiel 1690 seinem Neffen Ferdinand Joseph von Dietrichstein zu und blieb danach im Besitz der Reichsfürsten von Dietrichstein. Letzter feudaler Grundherr war ab 1808 Franz Joseph von Dietrichstein-Proskau-Leslie.
Im Jahre 1840 bestand Chumen/Chumena aus 58 Häusern mit 338 Einwohnern. Im Dorf bestanden ein herrschaftlicher Meierhof, ein Hammelhof und ein Wirtshaus. Pfarrort war Wällischbirken. Bis zur Mitte des 19. Jahrhunderts blieb das Dorf immer der Fideikommissherrschaft Wällischbirken untertänig.
Nach der Aufhebung der Patrimonialherrschaften bildete Chumena/Chumen ab 1850 eine Gemeinde in der Bezirkshauptmannschaft Prachatice. 1877 brach im Oberdorf ein Großfeuer aus, das 24 Wohngebäude, das Herrenhaus, die Kapelle und zahlreiche Wirtschaftsgebäude vernichtete. Ab dem Ende des 19. Jahrhunderts wurden alternativ die Ortsnamen Chlumany, Chumena, Chumen bzw. Chlumena verwendet. Im Jahre 1913 zerstörte ein weiterer Ortsbrand 29 Häuser. Seit 1924 galten nur noch Chlumany/Chluman als amtliche Namensformen. Nachdem Prachatice 1938 infolge des Münchner Abkommens an das Deutsche Reich abgetreten werden musste, verblieb Chlumany bei der Tschechoslowakei und gehörte zwischen 1938 und 1945 zum Bezirk Písek und Gerichtsbezirk Netolice. Nach dem Ende des Zweiten Weltkrieges kam das Dorf wieder zum Okres Prachatice zurück. Am 30. April 1976 wurde Budkov eingemeindet. Zum 1. Juli 1980 verlor Chlumany seine Eigenständigkeit und wurde zum Ortsteil von Vlachovo Březí. Nach einem Referendum löste sich Chlumany zum 24. November 1990 wieder von Vlachovo Březí los und bildete eine eigene Gemeinde.

## Sehenswürdigkeiten
- Kapelle auf dem Dorfplatz, erbaut im 19. Jahrhundert
- Denkmal für die Gefallenen des Ersten Weltkrieges
- Gedenktafel am Geburtshaus (Nr. 61) von František Čech-Vyšata

## Söhne und Töchter der Gemeinde
- František Čech-Vyšata (1881–1942), Reiseschriftsteller